# Alan Robock
Alan Robock (1949) es un climatólogo estadounidense.
Es profesor II en el Dto. de Ciencias Ambientales en la Universidad Rutgers, Nueva Jersey. Aboga por el desarme nuclear, habiéndose reunido con Fidel Castro Cuba discutiendo sobre la extrema peligrosidad del arma nuclear. Es autor líder del IPCC, y fue miembro de esa organización galardonada con el Premio Nobel de la Paz.

## Educación
- B.A., University of Wisconsin, 1970 - Meteorología, supervisor: Lyle H. Horn
- S.M., Massachusetts Institute of Technology, 1974 - Meteorología, supervisor: Norman A. Phillips
- Ph.D., Massachusetts Institute of Technology, 1977 - Meteorología, supervisor: Edward N. Lorenz

## Investigaciones
Robock ha estudiado el invierno nuclear, la teoría de la catástrofe de Toba, la pequeña Edad de Hielo, el efecto de las erupciones volcánicas sobre el clima, humedad del suelo, impactos del calentamiento global humano, modelado regional atmósfera-hidrología y geoingeniería.

## IPCC
Robock es autor líder, en el Grupo de Trabajo I, del 5º Reporte del Grupo Intergubernamental de Expertos sobre el Cambio Climático.

## Algunas publicaciones
- Xia, Lili, Alan Robock, Michael Mills, Andrea Stenke, Ira Helfand, 2015. Decadal reduction of Chinese agriculture after a regional nuclear war. Earth’s Future, 3, doi:10.1002/2014EF000283

- Schmidt, Anja, Alan Robock, 2015. Volcanism, the atmosphere, and climate through time, cap. 13 de Volcanism and Global Environmental Change, Anja Schmidt, Кirsten E. Fristad, Linda T. Elkins-Tanton, eds. Cambridge Univ. Press, Cambridge, RU 195-207

- Anthes, Richard, Alan Robock, Juan Carlos Antuña; Oswaldo García, John Braun, René Estevan Arredondo, 2015. Cooperation on GPS-Meteorology between the United States and Cuba. Bull. Amer. Meteorol. Soc.

- Tilmes, S., M. J. Mills, U. Niemeier, H. Schmidt, A. Robock, B. Kravitz, J.-F. Lamarque, G. Pitari, J. M. English, 2014. A new Geoengineering Model Intercomparison Project (GeoMIP) experiment designed for climate and chemistry models. Geosci. Model Dev. 8, 43-49, doi:10.5194/gmd-8-43-2015

- Zhang, Yong, Leonard Bielory, Zhongyuan Mi, Ting Cai, Alan Robock, Panos Georgopoulos, 2014. Allergenic pollen season variations in the past two decades under changing climate in the United States. Global Change Biol. doi:10.1111/gcb.12755

## Honores
- Listado en Who's Who in America, 1999
- Antarctic Service Medal of the United States of America, 2006
- Partícipe en el Intergovernmental Panel on Climate Change, galardonado con el Premio Nobel de la Paz, 2007
- Conferencista distinguido de American Meteorological Society Sigma Xi, 2008-2009

### Membresías
- American Meteorological Society, 1998
- Asociación Estadounidense para el Avance de la Ciencia, 2008
- American Geophysical Union